# Antik Batik
Antik Batik est une entreprise et une marque parisienne de prêt-à-porter créée en 1992 par Gabriella Cortese. L'entreprise est mise en redressement judiciaire en avril 2016, mais elle fonctionne à nouveau normalement à partir de 2018 avec un chiffre d'affaires fortement réduit,. 

## Le développement de la marque
C'est lors de ses nombreux voyages autour du monde que Gabriella Cortese découvre l'artisanat et son envie de se lancer dans la mode. C'est à Bali qu'elle découvre le batik, au Pérou l'art de la dentelle et du tricot et en Inde la broderie et le bandhani (en), des savoir-faire qui l'inspirent dans toutes ses collections.
Au mot batik, elle ajoute le terme antik : pour la rime et parce que ça sonne bien dans toutes les langues. Elle fonde ainsi la marque Antik Batik en 1992. La marque est censée évoquer le multi-culturalisme et viser les femmes bobos chics.
Antik Batik communique sur le fait qu'elle réalise des pièces élaborées : impression de couleurs, comme le batik et le bandhani, broderie de perles et paillettes, tissage. Certains modèles sont fabriqués à la main.
La marque est surtout connue pour ses robes longues bohème chic, ses blouses brodées ou ses robes de soirée ou de plage ornées de sequins et de broderies.
À partir de 2021, Elisa Sednaoui devient une ambassadrice de la marque

## Production et sous-traitance
Antik Batik sous-traite la fabrication à des ateliers artisanaux répartis aux quatre coins du monde.
Chronologiquement, le 1er lieu de production de Antik Batik est Bali, où l'impression des étoffes se fait grâce à des tampons en cuivre sculptés, trempés dans la cire puis immergés dans un bain de couleur. Bali est devenu le lieu de fabrication des accessoires en cuir et en peaux de serpents de Java.
Par la suite, l'Inde, et surtout Jaipur, devient le principal site de production, qui contribue pour 80 % aux ventes de Antik Batik. Les tissus tels que la soie et la laine sont colorés grâce à des tampons en bois sculpté, selon une technique appelée woodblock printing. A Madras, elle fait fabriquer des objets en cuir.
Le 3e site de production par ordre chronologique se situe au Pérou, afin de profiter de la laine d'alpaga. Les sous-traitants sont des coopératives de femmes qui tricotent dans les villages.
En Birmanie, l'entreprise a pu faire laquer des boîtes de bambou. Toutefois, elle a dû se retirer du pays à cause de la difficulté de maintenir des relations commerciales.
A Marrakech, elle fait fabriquer des babouches.

## Gestion
L'entreprise se développe rapidement autour de 2008, grâce à l'appui de Marc Rioufol, mari de Gabriella Cortese, ainsi que de Dominique Besnehard. A cette époque, l'entreprise, qui fait près de 13 millions d'euro de chiffre d'affaires et est très bénéficiaire, ouvre ses propres magasins tous azimuts, notamment au Japon ou dans les émirats. Pour accélérer le développement, Gabriella Cortese décide de céder 34 % du capital à Elie Kouby et à Frédéric Biousse du Comptoir des cotonniers. Toutefois, Gabriella Cortese préfère ensuite reprendre 100 % du capital.
Marc Rioufol, qui est très impliqué dans la gestion de l'entreprise, décède en 2011. L'entreprise devient alors déficitaire et est mise en redressement judiciaire en 2016, ce qui oblige Gabriella Cortese à fermer la plupart des magasins propres et à ne conserver qu'une dizaine d'employés au siège. Dès lors, la majorité des ventes se réalise soit dans des boutiques multi-marques, soit sur catalogue et par Internet.

## Boutique
Depuis le 31 janvier 2018, Antik Batik ouvre les portes de son appartement-boutique-atelier dans le Marais, à quelques pas de la place des Vosges.